# تنوير حالك
حركة التنوير الحالك أو الرجعية الجديدة (يُرمز لها اختصارًا في بعض الأحيان بـNRx من قِبل أنصارها) هي مدرسة فلسفية معادية للديمقراطية ومعادية للمساواة أسسها مهندس البرمجيات الأمريكي والمدون الإلكتروني كرتيس يارفن باسمه المستعار «منشيوس مولدباغ»، وطورها الفيلسوف الإنجليزي نك لاند. بصورة عامة ترفض تلك الأيدولوجية مبدأ ويغ التأريخي (القائم على الافتراض القائل بأن التاريخ يؤول بالضرورة إلى المزيد من الحرية والتنوير حتى يبلغ ذروته عند الديمقراطية الليبرالية والملكية الدستورية) وتستعيض عن ذلك بالعودة إلى البِنى الاجتماعية وأشكال الحكومة التقليدية بما يشمل الملكية وأشكال الحكم البائدة الأخرى مثل الديوانية.
عبر كرتيس يارفن خلال عامي 2007 و2008 في مدونته باسمه المستعار عن الأفكار التي تطورت فيما بعد لتصبح ما يُعرف حاليًا بالتفكير التنويري الحالك. فسر نك لاند نظريات يارفن بشيء من التفصيل وأضاف لها ما عنده، وهو أول من صاغ مصطلح التنوير الحالك في مقالته التي تحمل نفس الاسم. يشير مصطلح التنوير الحالك إلى عصر التنوير بغرض التحقير.
وفي يوليو عام 2010 صاغ أرنولد كلينغ –أكاديمي مساعد في معهد كاتو– مصطلح «الرجعيين الجدد» للإشارة إلى يارفن وأتباعه.

## نظرة عامة
يشكل الرجعيون الجدد مجتمعًا عشوائيًا من المدونين ومؤلفي النظريات السياسية، وأنشطتهم مستمرة منذ عقد الألفينات. يُعد ستيف سيلور وهانز هيرمان هوبه روادًا معاصرين لتلك الأيدولوجية التي تستمد أفكارها أيضًا من بعض الفلاسفة الآخرين مثل توماس كارليل ويوليوس إيفولا.
يمثل الاعتقاد القائل بعدم توافق الديمقراطية مع الحرية صميم أفكار لاند. استوحى لاند أفكاره من بعض الليبرتاريين مثل بيتر ثيل كما وضح هو في مقالته عن التنوير الحالك. وصف بعض الصحفيين والمعلقين حركة الرجعية الحديثة بأنها مكافئة لحركتي اليمين البديل والفاشية الجديدة أو متعاطفة معهما. وضحت إحدى المقالات المنشورة في مجلة نيويورك عام 2016 أنه «تنبثق من الحركة الرجعية عدة سلالات مختلفة، لكن أهمها يتخذ أحد أشكال الحركة المستقبلية التي تخلف الليبرتارية. وهي تعارض الديمقراطية لصالح أشكال الحكومة السلطوية من منطلق ضعف فرص الليبرتاريين في الفوز بالانتخابات».
يأبى الرجعيون الجدد أن يتحدثوا مع الصحفيين في أحيان كثيرة؛ في أحد المرات حاولت مراسلة الشئون السياسية في جريدة ذا أتلانتيك روزي غراي أن تتواصل مع كرتيس يارفن، لكنه هم بإغاظتها على موقع تويتر. أما المدون المعروف باسم «نك ستيفز» رفض الحديث معها موضحًا أن نسبة ذكاءها لا تؤهلها لمحاورته.

## صلتها باليمين البديل
يعتقد البعض أن حركة التنوير الحالك تشكل جزءًا من حركة اليمين البديل، أو بعبارة أدق فرعها النظري. وصمها البعض الآخر بالفاشية الجديدة وبأنها «انطلاقة متسارعة تبدأ بالرأسمالية وتنتهي عند الفاشية». ولكن لاند يشكك في ذلك موضحًا أن الفاشية هي «حركة جماعية مضادة للرأسمالية».
علق الصحفي والمعلق جيمس كيرشيك على تلك الحركة قائلًا: «على الرغم من استخفاف المفكرين الرجعيين الجدد بالجماهير وإدعائهم باحتقار الشعوبية والشعوب بصفة عامة، فالقاسم المشترك بينهم وبين اليمين البديل يتلخص في عامل العنصرية الصارخة، وبغضهما المشترك للبشرية، وامتعاضهما من سوء إدارة الصفوة الحاكمة».

## النقد
يرى أندرو سوليفان أن تقييم الرجعيين الجدد المتشائم للديمقراطية يتغافل عن التطورات العديدة التي شهدتها المجتمعات الحديثة، وأن أنماط الصناعة العالمية تحد من مدى الاستقلالية التي يمكن للدول ذات السيادة أن تتحلى بها.